# Аргуеллеса тема
Те́ма Аргуеллеса — тема в шаховій композиції. Суть теми — активне або пасивне перекриття однією і тією ж тематичною фігурою кількох ліній іншої тематичної фігури цього ж кольору.

## Історія
Ідею запропонував у 1935 році іспанський шаховий композитор Антоніо Аргуеллес (27.10.1901 — 31.01.2000).
В задачі повинно бути щонайменше дві тематичні фази гри, в яких беруть участь дві тематичні фігури, одна з яких є лінійна. Якщо тематична лінійна фігура перекривається іншою фігурою, то це буде активне перекриття. Якщо тематична лінійна фігура ховається за іншу свою фігуру, то це буде пасивне перекриття. В задачі може бути поєднання активного перекриття і пасивного.
Ідея дістала назву — тема Аргуеллеса. В 1935 році в Іспанії на цю тему було проведено тематичний конкурс. Тема може бути виражена як в ортодоксальному жанрі, так і в кооперативній задачі. Ця ідея подібна до теми затемнення. Крім базової чорної форми існує біла форма, яка може бути виражена в хибних слідах.
|   | a | b | c | d | e | f | g | h |   |
| 8 | a8 чорний кінь · c8 білий кінь · d8 білий слон · b7 білий король · d7 білий пішак · e7 чорний пішак · g7 чорний слон · e6 чорний пішак · f6 чорний ферзь · b5 білий кінь · d5 чорний король · g5 чорна тура · h5 чорний слон · b4 білий пішак · c4 чорний пішак · f4 білий пішак · g4 білий слон · c3 чорний пішак · d3 білий пішак · e3 біла тура · b2 білий пішак · b1 білий ферзь · d1 чорна тура | a8 чорний кінь · c8 білий кінь · d8 білий слон · b7 білий король · d7 білий пішак · e7 чорний пішак · g7 чорний слон · e6 чорний пішак · f6 чорний ферзь · b5 білий кінь · d5 чорний король · g5 чорна тура · h5 чорний слон · b4 білий пішак · c4 чорний пішак · f4 білий пішак · g4 білий слон · c3 чорний пішак · d3 білий пішак · e3 біла тура · b2 білий пішак · b1 білий ферзь · d1 чорна тура | a8 чорний кінь · c8 білий кінь · d8 білий слон · b7 білий король · d7 білий пішак · e7 чорний пішак · g7 чорний слон · e6 чорний пішак · f6 чорний ферзь · b5 білий кінь · d5 чорний король · g5 чорна тура · h5 чорний слон · b4 білий пішак · c4 чорний пішак · f4 білий пішак · g4 білий слон · c3 чорний пішак · d3 білий пішак · e3 біла тура · b2 білий пішак · b1 білий ферзь · d1 чорна тура | a8 чорний кінь · c8 білий кінь · d8 білий слон · b7 білий король · d7 білий пішак · e7 чорний пішак · g7 чорний слон · e6 чорний пішак · f6 чорний ферзь · b5 білий кінь · d5 чорний король · g5 чорна тура · h5 чорний слон · b4 білий пішак · c4 чорний пішак · f4 білий пішак · g4 білий слон · c3 чорний пішак · d3 білий пішак · e3 біла тура · b2 білий пішак · b1 білий ферзь · d1 чорна тура | a8 чорний кінь · c8 білий кінь · d8 білий слон · b7 білий король · d7 білий пішак · e7 чорний пішак · g7 чорний слон · e6 чорний пішак · f6 чорний ферзь · b5 білий кінь · d5 чорний король · g5 чорна тура · h5 чорний слон · b4 білий пішак · c4 чорний пішак · f4 білий пішак · g4 білий слон · c3 чорний пішак · d3 білий пішак · e3 біла тура · b2 білий пішак · b1 білий ферзь · d1 чорна тура | a8 чорний кінь · c8 білий кінь · d8 білий слон · b7 білий король · d7 білий пішак · e7 чорний пішак · g7 чорний слон · e6 чорний пішак · f6 чорний ферзь · b5 білий кінь · d5 чорний король · g5 чорна тура · h5 чорний слон · b4 білий пішак · c4 чорний пішак · f4 білий пішак · g4 білий слон · c3 чорний пішак · d3 білий пішак · e3 біла тура · b2 білий пішак · b1 білий ферзь · d1 чорна тура | a8 чорний кінь · c8 білий кінь · d8 білий слон · b7 білий король · d7 білий пішак · e7 чорний пішак · g7 чорний слон · e6 чорний пішак · f6 чорний ферзь · b5 білий кінь · d5 чорний король · g5 чорна тура · h5 чорний слон · b4 білий пішак · c4 чорний пішак · f4 білий пішак · g4 білий слон · c3 чорний пішак · d3 білий пішак · e3 біла тура · b2 білий пішак · b1 білий ферзь · d1 чорна тура | a8 чорний кінь · c8 білий кінь · d8 білий слон · b7 білий король · d7 білий пішак · e7 чорний пішак · g7 чорний слон · e6 чорний пішак · f6 чорний ферзь · b5 білий кінь · d5 чорний король · g5 чорна тура · h5 чорний слон · b4 білий пішак · c4 чорний пішак · f4 білий пішак · g4 білий слон · c3 чорний пішак · d3 білий пішак · e3 біла тура · b2 білий пішак · b1 білий ферзь · d1 чорна тура | 8 |
| 7 | a8 чорний кінь · c8 білий кінь · d8 білий слон · b7 білий король · d7 білий пішак · e7 чорний пішак · g7 чорний слон · e6 чорний пішак · f6 чорний ферзь · b5 білий кінь · d5 чорний король · g5 чорна тура · h5 чорний слон · b4 білий пішак · c4 чорний пішак · f4 білий пішак · g4 білий слон · c3 чорний пішак · d3 білий пішак · e3 біла тура · b2 білий пішак · b1 білий ферзь · d1 чорна тура | a8 чорний кінь · c8 білий кінь · d8 білий слон · b7 білий король · d7 білий пішак · e7 чорний пішак · g7 чорний слон · e6 чорний пішак · f6 чорний ферзь · b5 білий кінь · d5 чорний король · g5 чорна тура · h5 чорний слон · b4 білий пішак · c4 чорний пішак · f4 білий пішак · g4 білий слон · c3 чорний пішак · d3 білий пішак · e3 біла тура · b2 білий пішак · b1 білий ферзь · d1 чорна тура | a8 чорний кінь · c8 білий кінь · d8 білий слон · b7 білий король · d7 білий пішак · e7 чорний пішак · g7 чорний слон · e6 чорний пішак · f6 чорний ферзь · b5 білий кінь · d5 чорний король · g5 чорна тура · h5 чорний слон · b4 білий пішак · c4 чорний пішак · f4 білий пішак · g4 білий слон · c3 чорний пішак · d3 білий пішак · e3 біла тура · b2 білий пішак · b1 білий ферзь · d1 чорна тура | a8 чорний кінь · c8 білий кінь · d8 білий слон · b7 білий король · d7 білий пішак · e7 чорний пішак · g7 чорний слон · e6 чорний пішак · f6 чорний ферзь · b5 білий кінь · d5 чорний король · g5 чорна тура · h5 чорний слон · b4 білий пішак · c4 чорний пішак · f4 білий пішак · g4 білий слон · c3 чорний пішак · d3 білий пішак · e3 біла тура · b2 білий пішак · b1 білий ферзь · d1 чорна тура | a8 чорний кінь · c8 білий кінь · d8 білий слон · b7 білий король · d7 білий пішак · e7 чорний пішак · g7 чорний слон · e6 чорний пішак · f6 чорний ферзь · b5 білий кінь · d5 чорний король · g5 чорна тура · h5 чорний слон · b4 білий пішак · c4 чорний пішак · f4 білий пішак · g4 білий слон · c3 чорний пішак · d3 білий пішак · e3 біла тура · b2 білий пішак · b1 білий ферзь · d1 чорна тура | a8 чорний кінь · c8 білий кінь · d8 білий слон · b7 білий король · d7 білий пішак · e7 чорний пішак · g7 чорний слон · e6 чорний пішак · f6 чорний ферзь · b5 білий кінь · d5 чорний король · g5 чорна тура · h5 чорний слон · b4 білий пішак · c4 чорний пішак · f4 білий пішак · g4 білий слон · c3 чорний пішак · d3 білий пішак · e3 біла тура · b2 білий пішак · b1 білий ферзь · d1 чорна тура | a8 чорний кінь · c8 білий кінь · d8 білий слон · b7 білий король · d7 білий пішак · e7 чорний пішак · g7 чорний слон · e6 чорний пішак · f6 чорний ферзь · b5 білий кінь · d5 чорний король · g5 чорна тура · h5 чорний слон · b4 білий пішак · c4 чорний пішак · f4 білий пішак · g4 білий слон · c3 чорний пішак · d3 білий пішак · e3 біла тура · b2 білий пішак · b1 білий ферзь · d1 чорна тура | a8 чорний кінь · c8 білий кінь · d8 білий слон · b7 білий король · d7 білий пішак · e7 чорний пішак · g7 чорний слон · e6 чорний пішак · f6 чорний ферзь · b5 білий кінь · d5 чорний король · g5 чорна тура · h5 чорний слон · b4 білий пішак · c4 чорний пішак · f4 білий пішак · g4 білий слон · c3 чорний пішак · d3 білий пішак · e3 біла тура · b2 білий пішак · b1 білий ферзь · d1 чорна тура | 7 |
| 6 | a8 чорний кінь · c8 білий кінь · d8 білий слон · b7 білий король · d7 білий пішак · e7 чорний пішак · g7 чорний слон · e6 чорний пішак · f6 чорний ферзь · b5 білий кінь · d5 чорний король · g5 чорна тура · h5 чорний слон · b4 білий пішак · c4 чорний пішак · f4 білий пішак · g4 білий слон · c3 чорний пішак · d3 білий пішак · e3 біла тура · b2 білий пішак · b1 білий ферзь · d1 чорна тура | a8 чорний кінь · c8 білий кінь · d8 білий слон · b7 білий король · d7 білий пішак · e7 чорний пішак · g7 чорний слон · e6 чорний пішак · f6 чорний ферзь · b5 білий кінь · d5 чорний король · g5 чорна тура · h5 чорний слон · b4 білий пішак · c4 чорний пішак · f4 білий пішак · g4 білий слон · c3 чорний пішак · d3 білий пішак · e3 біла тура · b2 білий пішак · b1 білий ферзь · d1 чорна тура | a8 чорний кінь · c8 білий кінь · d8 білий слон · b7 білий король · d7 білий пішак · e7 чорний пішак · g7 чорний слон · e6 чорний пішак · f6 чорний ферзь · b5 білий кінь · d5 чорний король · g5 чорна тура · h5 чорний слон · b4 білий пішак · c4 чорний пішак · f4 білий пішак · g4 білий слон · c3 чорний пішак · d3 білий пішак · e3 біла тура · b2 білий пішак · b1 білий ферзь · d1 чорна тура | a8 чорний кінь · c8 білий кінь · d8 білий слон · b7 білий король · d7 білий пішак · e7 чорний пішак · g7 чорний слон · e6 чорний пішак · f6 чорний ферзь · b5 білий кінь · d5 чорний король · g5 чорна тура · h5 чорний слон · b4 білий пішак · c4 чорний пішак · f4 білий пішак · g4 білий слон · c3 чорний пішак · d3 білий пішак · e3 біла тура · b2 білий пішак · b1 білий ферзь · d1 чорна тура | a8 чорний кінь · c8 білий кінь · d8 білий слон · b7 білий король · d7 білий пішак · e7 чорний пішак · g7 чорний слон · e6 чорний пішак · f6 чорний ферзь · b5 білий кінь · d5 чорний король · g5 чорна тура · h5 чорний слон · b4 білий пішак · c4 чорний пішак · f4 білий пішак · g4 білий слон · c3 чорний пішак · d3 білий пішак · e3 біла тура · b2 білий пішак · b1 білий ферзь · d1 чорна тура | a8 чорний кінь · c8 білий кінь · d8 білий слон · b7 білий король · d7 білий пішак · e7 чорний пішак · g7 чорний слон · e6 чорний пішак · f6 чорний ферзь · b5 білий кінь · d5 чорний король · g5 чорна тура · h5 чорний слон · b4 білий пішак · c4 чорний пішак · f4 білий пішак · g4 білий слон · c3 чорний пішак · d3 білий пішак · e3 біла тура · b2 білий пішак · b1 білий ферзь · d1 чорна тура | a8 чорний кінь · c8 білий кінь · d8 білий слон · b7 білий король · d7 білий пішак · e7 чорний пішак · g7 чорний слон · e6 чорний пішак · f6 чорний ферзь · b5 білий кінь · d5 чорний король · g5 чорна тура · h5 чорний слон · b4 білий пішак · c4 чорний пішак · f4 білий пішак · g4 білий слон · c3 чорний пішак · d3 білий пішак · e3 біла тура · b2 білий пішак · b1 білий ферзь · d1 чорна тура | a8 чорний кінь · c8 білий кінь · d8 білий слон · b7 білий король · d7 білий пішак · e7 чорний пішак · g7 чорний слон · e6 чорний пішак · f6 чорний ферзь · b5 білий кінь · d5 чорний король · g5 чорна тура · h5 чорний слон · b4 білий пішак · c4 чорний пішак · f4 білий пішак · g4 білий слон · c3 чорний пішак · d3 білий пішак · e3 біла тура · b2 білий пішак · b1 білий ферзь · d1 чорна тура | 6 |
| 5 | a8 чорний кінь · c8 білий кінь · d8 білий слон · b7 білий король · d7 білий пішак · e7 чорний пішак · g7 чорний слон · e6 чорний пішак · f6 чорний ферзь · b5 білий кінь · d5 чорний король · g5 чорна тура · h5 чорний слон · b4 білий пішак · c4 чорний пішак · f4 білий пішак · g4 білий слон · c3 чорний пішак · d3 білий пішак · e3 біла тура · b2 білий пішак · b1 білий ферзь · d1 чорна тура | a8 чорний кінь · c8 білий кінь · d8 білий слон · b7 білий король · d7 білий пішак · e7 чорний пішак · g7 чорний слон · e6 чорний пішак · f6 чорний ферзь · b5 білий кінь · d5 чорний король · g5 чорна тура · h5 чорний слон · b4 білий пішак · c4 чорний пішак · f4 білий пішак · g4 білий слон · c3 чорний пішак · d3 білий пішак · e3 біла тура · b2 білий пішак · b1 білий ферзь · d1 чорна тура | a8 чорний кінь · c8 білий кінь · d8 білий слон · b7 білий король · d7 білий пішак · e7 чорний пішак · g7 чорний слон · e6 чорний пішак · f6 чорний ферзь · b5 білий кінь · d5 чорний король · g5 чорна тура · h5 чорний слон · b4 білий пішак · c4 чорний пішак · f4 білий пішак · g4 білий слон · c3 чорний пішак · d3 білий пішак · e3 біла тура · b2 білий пішак · b1 білий ферзь · d1 чорна тура | a8 чорний кінь · c8 білий кінь · d8 білий слон · b7 білий король · d7 білий пішак · e7 чорний пішак · g7 чорний слон · e6 чорний пішак · f6 чорний ферзь · b5 білий кінь · d5 чорний король · g5 чорна тура · h5 чорний слон · b4 білий пішак · c4 чорний пішак · f4 білий пішак · g4 білий слон · c3 чорний пішак · d3 білий пішак · e3 біла тура · b2 білий пішак · b1 білий ферзь · d1 чорна тура | a8 чорний кінь · c8 білий кінь · d8 білий слон · b7 білий король · d7 білий пішак · e7 чорний пішак · g7 чорний слон · e6 чорний пішак · f6 чорний ферзь · b5 білий кінь · d5 чорний король · g5 чорна тура · h5 чорний слон · b4 білий пішак · c4 чорний пішак · f4 білий пішак · g4 білий слон · c3 чорний пішак · d3 білий пішак · e3 біла тура · b2 білий пішак · b1 білий ферзь · d1 чорна тура | a8 чорний кінь · c8 білий кінь · d8 білий слон · b7 білий король · d7 білий пішак · e7 чорний пішак · g7 чорний слон · e6 чорний пішак · f6 чорний ферзь · b5 білий кінь · d5 чорний король · g5 чорна тура · h5 чорний слон · b4 білий пішак · c4 чорний пішак · f4 білий пішак · g4 білий слон · c3 чорний пішак · d3 білий пішак · e3 біла тура · b2 білий пішак · b1 білий ферзь · d1 чорна тура | a8 чорний кінь · c8 білий кінь · d8 білий слон · b7 білий король · d7 білий пішак · e7 чорний пішак · g7 чорний слон · e6 чорний пішак · f6 чорний ферзь · b5 білий кінь · d5 чорний король · g5 чорна тура · h5 чорний слон · b4 білий пішак · c4 чорний пішак · f4 білий пішак · g4 білий слон · c3 чорний пішак · d3 білий пішак · e3 біла тура · b2 білий пішак · b1 білий ферзь · d1 чорна тура | a8 чорний кінь · c8 білий кінь · d8 білий слон · b7 білий король · d7 білий пішак · e7 чорний пішак · g7 чорний слон · e6 чорний пішак · f6 чорний ферзь · b5 білий кінь · d5 чорний король · g5 чорна тура · h5 чорний слон · b4 білий пішак · c4 чорний пішак · f4 білий пішак · g4 білий слон · c3 чорний пішак · d3 білий пішак · e3 біла тура · b2 білий пішак · b1 білий ферзь · d1 чорна тура | 5 |
| 4 | a8 чорний кінь · c8 білий кінь · d8 білий слон · b7 білий король · d7 білий пішак · e7 чорний пішак · g7 чорний слон · e6 чорний пішак · f6 чорний ферзь · b5 білий кінь · d5 чорний король · g5 чорна тура · h5 чорний слон · b4 білий пішак · c4 чорний пішак · f4 білий пішак · g4 білий слон · c3 чорний пішак · d3 білий пішак · e3 біла тура · b2 білий пішак · b1 білий ферзь · d1 чорна тура | a8 чорний кінь · c8 білий кінь · d8 білий слон · b7 білий король · d7 білий пішак · e7 чорний пішак · g7 чорний слон · e6 чорний пішак · f6 чорний ферзь · b5 білий кінь · d5 чорний король · g5 чорна тура · h5 чорний слон · b4 білий пішак · c4 чорний пішак · f4 білий пішак · g4 білий слон · c3 чорний пішак · d3 білий пішак · e3 біла тура · b2 білий пішак · b1 білий ферзь · d1 чорна тура | a8 чорний кінь · c8 білий кінь · d8 білий слон · b7 білий король · d7 білий пішак · e7 чорний пішак · g7 чорний слон · e6 чорний пішак · f6 чорний ферзь · b5 білий кінь · d5 чорний король · g5 чорна тура · h5 чорний слон · b4 білий пішак · c4 чорний пішак · f4 білий пішак · g4 білий слон · c3 чорний пішак · d3 білий пішак · e3 біла тура · b2 білий пішак · b1 білий ферзь · d1 чорна тура | a8 чорний кінь · c8 білий кінь · d8 білий слон · b7 білий король · d7 білий пішак · e7 чорний пішак · g7 чорний слон · e6 чорний пішак · f6 чорний ферзь · b5 білий кінь · d5 чорний король · g5 чорна тура · h5 чорний слон · b4 білий пішак · c4 чорний пішак · f4 білий пішак · g4 білий слон · c3 чорний пішак · d3 білий пішак · e3 біла тура · b2 білий пішак · b1 білий ферзь · d1 чорна тура | a8 чорний кінь · c8 білий кінь · d8 білий слон · b7 білий король · d7 білий пішак · e7 чорний пішак · g7 чорний слон · e6 чорний пішак · f6 чорний ферзь · b5 білий кінь · d5 чорний король · g5 чорна тура · h5 чорний слон · b4 білий пішак · c4 чорний пішак · f4 білий пішак · g4 білий слон · c3 чорний пішак · d3 білий пішак · e3 біла тура · b2 білий пішак · b1 білий ферзь · d1 чорна тура | a8 чорний кінь · c8 білий кінь · d8 білий слон · b7 білий король · d7 білий пішак · e7 чорний пішак · g7 чорний слон · e6 чорний пішак · f6 чорний ферзь · b5 білий кінь · d5 чорний король · g5 чорна тура · h5 чорний слон · b4 білий пішак · c4 чорний пішак · f4 білий пішак · g4 білий слон · c3 чорний пішак · d3 білий пішак · e3 біла тура · b2 білий пішак · b1 білий ферзь · d1 чорна тура | a8 чорний кінь · c8 білий кінь · d8 білий слон · b7 білий король · d7 білий пішак · e7 чорний пішак · g7 чорний слон · e6 чорний пішак · f6 чорний ферзь · b5 білий кінь · d5 чорний король · g5 чорна тура · h5 чорний слон · b4 білий пішак · c4 чорний пішак · f4 білий пішак · g4 білий слон · c3 чорний пішак · d3 білий пішак · e3 біла тура · b2 білий пішак · b1 білий ферзь · d1 чорна тура | a8 чорний кінь · c8 білий кінь · d8 білий слон · b7 білий король · d7 білий пішак · e7 чорний пішак · g7 чорний слон · e6 чорний пішак · f6 чорний ферзь · b5 білий кінь · d5 чорний король · g5 чорна тура · h5 чорний слон · b4 білий пішак · c4 чорний пішак · f4 білий пішак · g4 білий слон · c3 чорний пішак · d3 білий пішак · e3 біла тура · b2 білий пішак · b1 білий ферзь · d1 чорна тура | 4 |
| 3 | a8 чорний кінь · c8 білий кінь · d8 білий слон · b7 білий король · d7 білий пішак · e7 чорний пішак · g7 чорний слон · e6 чорний пішак · f6 чорний ферзь · b5 білий кінь · d5 чорний король · g5 чорна тура · h5 чорний слон · b4 білий пішак · c4 чорний пішак · f4 білий пішак · g4 білий слон · c3 чорний пішак · d3 білий пішак · e3 біла тура · b2 білий пішак · b1 білий ферзь · d1 чорна тура | a8 чорний кінь · c8 білий кінь · d8 білий слон · b7 білий король · d7 білий пішак · e7 чорний пішак · g7 чорний слон · e6 чорний пішак · f6 чорний ферзь · b5 білий кінь · d5 чорний король · g5 чорна тура · h5 чорний слон · b4 білий пішак · c4 чорний пішак · f4 білий пішак · g4 білий слон · c3 чорний пішак · d3 білий пішак · e3 біла тура · b2 білий пішак · b1 білий ферзь · d1 чорна тура | a8 чорний кінь · c8 білий кінь · d8 білий слон · b7 білий король · d7 білий пішак · e7 чорний пішак · g7 чорний слон · e6 чорний пішак · f6 чорний ферзь · b5 білий кінь · d5 чорний король · g5 чорна тура · h5 чорний слон · b4 білий пішак · c4 чорний пішак · f4 білий пішак · g4 білий слон · c3 чорний пішак · d3 білий пішак · e3 біла тура · b2 білий пішак · b1 білий ферзь · d1 чорна тура | a8 чорний кінь · c8 білий кінь · d8 білий слон · b7 білий король · d7 білий пішак · e7 чорний пішак · g7 чорний слон · e6 чорний пішак · f6 чорний ферзь · b5 білий кінь · d5 чорний король · g5 чорна тура · h5 чорний слон · b4 білий пішак · c4 чорний пішак · f4 білий пішак · g4 білий слон · c3 чорний пішак · d3 білий пішак · e3 біла тура · b2 білий пішак · b1 білий ферзь · d1 чорна тура | a8 чорний кінь · c8 білий кінь · d8 білий слон · b7 білий король · d7 білий пішак · e7 чорний пішак · g7 чорний слон · e6 чорний пішак · f6 чорний ферзь · b5 білий кінь · d5 чорний король · g5 чорна тура · h5 чорний слон · b4 білий пішак · c4 чорний пішак · f4 білий пішак · g4 білий слон · c3 чорний пішак · d3 білий пішак · e3 біла тура · b2 білий пішак · b1 білий ферзь · d1 чорна тура | a8 чорний кінь · c8 білий кінь · d8 білий слон · b7 білий король · d7 білий пішак · e7 чорний пішак · g7 чорний слон · e6 чорний пішак · f6 чорний ферзь · b5 білий кінь · d5 чорний король · g5 чорна тура · h5 чорний слон · b4 білий пішак · c4 чорний пішак · f4 білий пішак · g4 білий слон · c3 чорний пішак · d3 білий пішак · e3 біла тура · b2 білий пішак · b1 білий ферзь · d1 чорна тура | a8 чорний кінь · c8 білий кінь · d8 білий слон · b7 білий король · d7 білий пішак · e7 чорний пішак · g7 чорний слон · e6 чорний пішак · f6 чорний ферзь · b5 білий кінь · d5 чорний король · g5 чорна тура · h5 чорний слон · b4 білий пішак · c4 чорний пішак · f4 білий пішак · g4 білий слон · c3 чорний пішак · d3 білий пішак · e3 біла тура · b2 білий пішак · b1 білий ферзь · d1 чорна тура | a8 чорний кінь · c8 білий кінь · d8 білий слон · b7 білий король · d7 білий пішак · e7 чорний пішак · g7 чорний слон · e6 чорний пішак · f6 чорний ферзь · b5 білий кінь · d5 чорний король · g5 чорна тура · h5 чорний слон · b4 білий пішак · c4 чорний пішак · f4 білий пішак · g4 білий слон · c3 чорний пішак · d3 білий пішак · e3 біла тура · b2 білий пішак · b1 білий ферзь · d1 чорна тура | 3 |
| 2 | a8 чорний кінь · c8 білий кінь · d8 білий слон · b7 білий король · d7 білий пішак · e7 чорний пішак · g7 чорний слон · e6 чорний пішак · f6 чорний ферзь · b5 білий кінь · d5 чорний король · g5 чорна тура · h5 чорний слон · b4 білий пішак · c4 чорний пішак · f4 білий пішак · g4 білий слон · c3 чорний пішак · d3 білий пішак · e3 біла тура · b2 білий пішак · b1 білий ферзь · d1 чорна тура | a8 чорний кінь · c8 білий кінь · d8 білий слон · b7 білий король · d7 білий пішак · e7 чорний пішак · g7 чорний слон · e6 чорний пішак · f6 чорний ферзь · b5 білий кінь · d5 чорний король · g5 чорна тура · h5 чорний слон · b4 білий пішак · c4 чорний пішак · f4 білий пішак · g4 білий слон · c3 чорний пішак · d3 білий пішак · e3 біла тура · b2 білий пішак · b1 білий ферзь · d1 чорна тура | a8 чорний кінь · c8 білий кінь · d8 білий слон · b7 білий король · d7 білий пішак · e7 чорний пішак · g7 чорний слон · e6 чорний пішак · f6 чорний ферзь · b5 білий кінь · d5 чорний король · g5 чорна тура · h5 чорний слон · b4 білий пішак · c4 чорний пішак · f4 білий пішак · g4 білий слон · c3 чорний пішак · d3 білий пішак · e3 біла тура · b2 білий пішак · b1 білий ферзь · d1 чорна тура | a8 чорний кінь · c8 білий кінь · d8 білий слон · b7 білий король · d7 білий пішак · e7 чорний пішак · g7 чорний слон · e6 чорний пішак · f6 чорний ферзь · b5 білий кінь · d5 чорний король · g5 чорна тура · h5 чорний слон · b4 білий пішак · c4 чорний пішак · f4 білий пішак · g4 білий слон · c3 чорний пішак · d3 білий пішак · e3 біла тура · b2 білий пішак · b1 білий ферзь · d1 чорна тура | a8 чорний кінь · c8 білий кінь · d8 білий слон · b7 білий король · d7 білий пішак · e7 чорний пішак · g7 чорний слон · e6 чорний пішак · f6 чорний ферзь · b5 білий кінь · d5 чорний король · g5 чорна тура · h5 чорний слон · b4 білий пішак · c4 чорний пішак · f4 білий пішак · g4 білий слон · c3 чорний пішак · d3 білий пішак · e3 біла тура · b2 білий пішак · b1 білий ферзь · d1 чорна тура | a8 чорний кінь · c8 білий кінь · d8 білий слон · b7 білий король · d7 білий пішак · e7 чорний пішак · g7 чорний слон · e6 чорний пішак · f6 чорний ферзь · b5 білий кінь · d5 чорний король · g5 чорна тура · h5 чорний слон · b4 білий пішак · c4 чорний пішак · f4 білий пішак · g4 білий слон · c3 чорний пішак · d3 білий пішак · e3 біла тура · b2 білий пішак · b1 білий ферзь · d1 чорна тура | a8 чорний кінь · c8 білий кінь · d8 білий слон · b7 білий король · d7 білий пішак · e7 чорний пішак · g7 чорний слон · e6 чорний пішак · f6 чорний ферзь · b5 білий кінь · d5 чорний король · g5 чорна тура · h5 чорний слон · b4 білий пішак · c4 чорний пішак · f4 білий пішак · g4 білий слон · c3 чорний пішак · d3 білий пішак · e3 біла тура · b2 білий пішак · b1 білий ферзь · d1 чорна тура | a8 чорний кінь · c8 білий кінь · d8 білий слон · b7 білий король · d7 білий пішак · e7 чорний пішак · g7 чорний слон · e6 чорний пішак · f6 чорний ферзь · b5 білий кінь · d5 чорний король · g5 чорна тура · h5 чорний слон · b4 білий пішак · c4 чорний пішак · f4 білий пішак · g4 білий слон · c3 чорний пішак · d3 білий пішак · e3 біла тура · b2 білий пішак · b1 білий ферзь · d1 чорна тура | 2 |
| 1 | a8 чорний кінь · c8 білий кінь · d8 білий слон · b7 білий король · d7 білий пішак · e7 чорний пішак · g7 чорний слон · e6 чорний пішак · f6 чорний ферзь · b5 білий кінь · d5 чорний король · g5 чорна тура · h5 чорний слон · b4 білий пішак · c4 чорний пішак · f4 білий пішак · g4 білий слон · c3 чорний пішак · d3 білий пішак · e3 біла тура · b2 білий пішак · b1 білий ферзь · d1 чорна тура | a8 чорний кінь · c8 білий кінь · d8 білий слон · b7 білий король · d7 білий пішак · e7 чорний пішак · g7 чорний слон · e6 чорний пішак · f6 чорний ферзь · b5 білий кінь · d5 чорний король · g5 чорна тура · h5 чорний слон · b4 білий пішак · c4 чорний пішак · f4 білий пішак · g4 білий слон · c3 чорний пішак · d3 білий пішак · e3 біла тура · b2 білий пішак · b1 білий ферзь · d1 чорна тура | a8 чорний кінь · c8 білий кінь · d8 білий слон · b7 білий король · d7 білий пішак · e7 чорний пішак · g7 чорний слон · e6 чорний пішак · f6 чорний ферзь · b5 білий кінь · d5 чорний король · g5 чорна тура · h5 чорний слон · b4 білий пішак · c4 чорний пішак · f4 білий пішак · g4 білий слон · c3 чорний пішак · d3 білий пішак · e3 біла тура · b2 білий пішак · b1 білий ферзь · d1 чорна тура | a8 чорний кінь · c8 білий кінь · d8 білий слон · b7 білий король · d7 білий пішак · e7 чорний пішак · g7 чорний слон · e6 чорний пішак · f6 чорний ферзь · b5 білий кінь · d5 чорний король · g5 чорна тура · h5 чорний слон · b4 білий пішак · c4 чорний пішак · f4 білий пішак · g4 білий слон · c3 чорний пішак · d3 білий пішак · e3 біла тура · b2 білий пішак · b1 білий ферзь · d1 чорна тура | a8 чорний кінь · c8 білий кінь · d8 білий слон · b7 білий король · d7 білий пішак · e7 чорний пішак · g7 чорний слон · e6 чорний пішак · f6 чорний ферзь · b5 білий кінь · d5 чорний король · g5 чорна тура · h5 чорний слон · b4 білий пішак · c4 чорний пішак · f4 білий пішак · g4 білий слон · c3 чорний пішак · d3 білий пішак · e3 біла тура · b2 білий пішак · b1 білий ферзь · d1 чорна тура | a8 чорний кінь · c8 білий кінь · d8 білий слон · b7 білий король · d7 білий пішак · e7 чорний пішак · g7 чорний слон · e6 чорний пішак · f6 чорний ферзь · b5 білий кінь · d5 чорний король · g5 чорна тура · h5 чорний слон · b4 білий пішак · c4 чорний пішак · f4 білий пішак · g4 білий слон · c3 чорний пішак · d3 білий пішак · e3 біла тура · b2 білий пішак · b1 білий ферзь · d1 чорна тура | a8 чорний кінь · c8 білий кінь · d8 білий слон · b7 білий король · d7 білий пішак · e7 чорний пішак · g7 чорний слон · e6 чорний пішак · f6 чорний ферзь · b5 білий кінь · d5 чорний король · g5 чорна тура · h5 чорний слон · b4 білий пішак · c4 чорний пішак · f4 білий пішак · g4 білий слон · c3 чорний пішак · d3 білий пішак · e3 біла тура · b2 білий пішак · b1 білий ферзь · d1 чорна тура | a8 чорний кінь · c8 білий кінь · d8 білий слон · b7 білий король · d7 білий пішак · e7 чорний пішак · g7 чорний слон · e6 чорний пішак · f6 чорний ферзь · b5 білий кінь · d5 чорний король · g5 чорна тура · h5 чорний слон · b4 білий пішак · c4 чорний пішак · f4 білий пішак · g4 білий слон · c3 чорний пішак · d3 білий пішак · e3 біла тура · b2 білий пішак · b1 білий ферзь · d1 чорна тура | 1 |
|   | a | b | c | d | e | f | g | h |   |

FEN: n1NB4/1K1Pp1b1/4pq2/1N1k2rb/1Pp2PB1/2pPR3/1P6/1Q1r4
1. b3? ~ 2. bc4, dc4#, 1. ... cd3! (2. Qa2#???),      активне перекриття
1. Qa2? ~ 2. Qc4, dc4#, 1. ... Rxd3! (2. Qg2#???),   пасивне перекриття
1. Bb6! ~ 2. d8Q#
1. ... Qe5 2. Sxe7#,   пасивне перекриття
1. ... e5   2. Sxc3#,   активне перекриття
- — - — - — -
1. ... Sxb6 2. Sxb6#,  1. ... cd3   2. Qa2#
1. ... Be8   2. Bf3#,     1. ... Qxf4 2. Bxe6, Sxe7#
В хибних слідах тематичною фігурою є білий пішак «b2». В першому хибному сліді він перекриває для свого ферзя стратегічну лінію, а в другому — ферзь сам ховається за цього пішака і в подальшому оголосити мат стає неможливим. В дійсній грі тематична фігура — чорний пішак «е6». Мати виникають чрез те, що в першому варіанті чорний ферзь ховається за свого пішака, а в другому — активно перекривається цим пішаком.

## Тема в кооперативному жанрі
|   | a | b | c | d | e | f | g | h |   |
| 8 | e5 чорний ферзь · f5 чорний кінь · g5 білий слон · d4 чорний король · c2 білий ферзь · h1 білий король | e5 чорний ферзь · f5 чорний кінь · g5 білий слон · d4 чорний король · c2 білий ферзь · h1 білий король | e5 чорний ферзь · f5 чорний кінь · g5 білий слон · d4 чорний король · c2 білий ферзь · h1 білий король | e5 чорний ферзь · f5 чорний кінь · g5 білий слон · d4 чорний король · c2 білий ферзь · h1 білий король | e5 чорний ферзь · f5 чорний кінь · g5 білий слон · d4 чорний король · c2 білий ферзь · h1 білий король | e5 чорний ферзь · f5 чорний кінь · g5 білий слон · d4 чорний король · c2 білий ферзь · h1 білий король | e5 чорний ферзь · f5 чорний кінь · g5 білий слон · d4 чорний король · c2 білий ферзь · h1 білий король | e5 чорний ферзь · f5 чорний кінь · g5 білий слон · d4 чорний король · c2 білий ферзь · h1 білий король | 8 |
| 7 | e5 чорний ферзь · f5 чорний кінь · g5 білий слон · d4 чорний король · c2 білий ферзь · h1 білий король | e5 чорний ферзь · f5 чорний кінь · g5 білий слон · d4 чорний король · c2 білий ферзь · h1 білий король | e5 чорний ферзь · f5 чорний кінь · g5 білий слон · d4 чорний король · c2 білий ферзь · h1 білий король | e5 чорний ферзь · f5 чорний кінь · g5 білий слон · d4 чорний король · c2 білий ферзь · h1 білий король | e5 чорний ферзь · f5 чорний кінь · g5 білий слон · d4 чорний король · c2 білий ферзь · h1 білий король | e5 чорний ферзь · f5 чорний кінь · g5 білий слон · d4 чорний король · c2 білий ферзь · h1 білий король | e5 чорний ферзь · f5 чорний кінь · g5 білий слон · d4 чорний король · c2 білий ферзь · h1 білий король | e5 чорний ферзь · f5 чорний кінь · g5 білий слон · d4 чорний король · c2 білий ферзь · h1 білий король | 7 |
| 6 | e5 чорний ферзь · f5 чорний кінь · g5 білий слон · d4 чорний король · c2 білий ферзь · h1 білий король | e5 чорний ферзь · f5 чорний кінь · g5 білий слон · d4 чорний король · c2 білий ферзь · h1 білий король | e5 чорний ферзь · f5 чорний кінь · g5 білий слон · d4 чорний король · c2 білий ферзь · h1 білий король | e5 чорний ферзь · f5 чорний кінь · g5 білий слон · d4 чорний король · c2 білий ферзь · h1 білий король | e5 чорний ферзь · f5 чорний кінь · g5 білий слон · d4 чорний король · c2 білий ферзь · h1 білий король | e5 чорний ферзь · f5 чорний кінь · g5 білий слон · d4 чорний король · c2 білий ферзь · h1 білий король | e5 чорний ферзь · f5 чорний кінь · g5 білий слон · d4 чорний король · c2 білий ферзь · h1 білий король | e5 чорний ферзь · f5 чорний кінь · g5 білий слон · d4 чорний король · c2 білий ферзь · h1 білий король | 6 |
| 5 | e5 чорний ферзь · f5 чорний кінь · g5 білий слон · d4 чорний король · c2 білий ферзь · h1 білий король | e5 чорний ферзь · f5 чорний кінь · g5 білий слон · d4 чорний король · c2 білий ферзь · h1 білий король | e5 чорний ферзь · f5 чорний кінь · g5 білий слон · d4 чорний король · c2 білий ферзь · h1 білий король | e5 чорний ферзь · f5 чорний кінь · g5 білий слон · d4 чорний король · c2 білий ферзь · h1 білий король | e5 чорний ферзь · f5 чорний кінь · g5 білий слон · d4 чорний король · c2 білий ферзь · h1 білий король | e5 чорний ферзь · f5 чорний кінь · g5 білий слон · d4 чорний король · c2 білий ферзь · h1 білий король | e5 чорний ферзь · f5 чорний кінь · g5 білий слон · d4 чорний король · c2 білий ферзь · h1 білий король | e5 чорний ферзь · f5 чорний кінь · g5 білий слон · d4 чорний король · c2 білий ферзь · h1 білий король | 5 |
| 4 | e5 чорний ферзь · f5 чорний кінь · g5 білий слон · d4 чорний король · c2 білий ферзь · h1 білий король | e5 чорний ферзь · f5 чорний кінь · g5 білий слон · d4 чорний король · c2 білий ферзь · h1 білий король | e5 чорний ферзь · f5 чорний кінь · g5 білий слон · d4 чорний король · c2 білий ферзь · h1 білий король | e5 чорний ферзь · f5 чорний кінь · g5 білий слон · d4 чорний король · c2 білий ферзь · h1 білий король | e5 чорний ферзь · f5 чорний кінь · g5 білий слон · d4 чорний король · c2 білий ферзь · h1 білий король | e5 чорний ферзь · f5 чорний кінь · g5 білий слон · d4 чорний король · c2 білий ферзь · h1 білий король | e5 чорний ферзь · f5 чорний кінь · g5 білий слон · d4 чорний король · c2 білий ферзь · h1 білий король | e5 чорний ферзь · f5 чорний кінь · g5 білий слон · d4 чорний король · c2 білий ферзь · h1 білий король | 4 |
| 3 | e5 чорний ферзь · f5 чорний кінь · g5 білий слон · d4 чорний король · c2 білий ферзь · h1 білий король | e5 чорний ферзь · f5 чорний кінь · g5 білий слон · d4 чорний король · c2 білий ферзь · h1 білий король | e5 чорний ферзь · f5 чорний кінь · g5 білий слон · d4 чорний король · c2 білий ферзь · h1 білий король | e5 чорний ферзь · f5 чорний кінь · g5 білий слон · d4 чорний король · c2 білий ферзь · h1 білий король | e5 чорний ферзь · f5 чорний кінь · g5 білий слон · d4 чорний король · c2 білий ферзь · h1 білий король | e5 чорний ферзь · f5 чорний кінь · g5 білий слон · d4 чорний король · c2 білий ферзь · h1 білий король | e5 чорний ферзь · f5 чорний кінь · g5 білий слон · d4 чорний король · c2 білий ферзь · h1 білий король | e5 чорний ферзь · f5 чорний кінь · g5 білий слон · d4 чорний король · c2 білий ферзь · h1 білий король | 3 |
| 2 | e5 чорний ферзь · f5 чорний кінь · g5 білий слон · d4 чорний король · c2 білий ферзь · h1 білий король | e5 чорний ферзь · f5 чорний кінь · g5 білий слон · d4 чорний король · c2 білий ферзь · h1 білий король | e5 чорний ферзь · f5 чорний кінь · g5 білий слон · d4 чорний король · c2 білий ферзь · h1 білий король | e5 чорний ферзь · f5 чорний кінь · g5 білий слон · d4 чорний король · c2 білий ферзь · h1 білий король | e5 чорний ферзь · f5 чорний кінь · g5 білий слон · d4 чорний король · c2 білий ферзь · h1 білий король | e5 чорний ферзь · f5 чорний кінь · g5 білий слон · d4 чорний король · c2 білий ферзь · h1 білий король | e5 чорний ферзь · f5 чорний кінь · g5 білий слон · d4 чорний король · c2 білий ферзь · h1 білий король | e5 чорний ферзь · f5 чорний кінь · g5 білий слон · d4 чорний король · c2 білий ферзь · h1 білий король | 2 |
| 1 | e5 чорний ферзь · f5 чорний кінь · g5 білий слон · d4 чорний король · c2 білий ферзь · h1 білий король | e5 чорний ферзь · f5 чорний кінь · g5 білий слон · d4 чорний король · c2 білий ферзь · h1 білий король | e5 чорний ферзь · f5 чорний кінь · g5 білий слон · d4 чорний король · c2 білий ферзь · h1 білий король | e5 чорний ферзь · f5 чорний кінь · g5 білий слон · d4 чорний король · c2 білий ферзь · h1 білий король | e5 чорний ферзь · f5 чорний кінь · g5 білий слон · d4 чорний король · c2 білий ферзь · h1 білий король | e5 чорний ферзь · f5 чорний кінь · g5 білий слон · d4 чорний король · c2 білий ферзь · h1 білий король | e5 чорний ферзь · f5 чорний кінь · g5 білий слон · d4 чорний король · c2 білий ферзь · h1 білий король | e5 чорний ферзь · f5 чорний кінь · g5 білий слон · d4 чорний король · c2 білий ферзь · h1 білий король | 1 |
|   | a | b | c | d | e | f | g | h |   |

FEN: 8/8/8/4qnB1/3k4/8/2Q5/7K
4 Sol

I   1.Se3 Be7 2.Sd5 Bc5# (MM)

II  1.Sd6 Qb3 2.Se4 Be3# (MM)

III 1.Qf4 Qc6  2.Ke5 Bf6# (MM)

IV 1.Qf6 Qc4+ 2.Ke5 Bf4# (MM)
В першій і другій фазах чорний кінь на другому ході активно перекриває свого ферзя, в результаті чого виникають мати. В третій і четвертій фазі чорний ферзь ховається за свого коня, пасивно перекривається, що також призводить до оголошення мату чорному королю.